# Atu Kapur
Atu Kapur is een bestuurslaag in het regentschap Gayo Lues van de provincie Atjeh, Indonesië. Atu Kapur telt 371 inwoners (volkstelling 2010).